# 044号線 (チェコ)
チェコ国鉄044号線、別名クンチツェ・ナド・ラベム〜ヴルフラビー線（チェコ語: Železniční trať Kunčice nad Labem – Vrchlabí）は、チェコ国鉄の鉄道路線である。
1871年、オーストリア北西部鉄道の路線として開業した。

## 運行形態
全て各駅停車。2時間サイクルに、平日3本、休日2本が運行されており、うち平日1本が040号線のトルトノフまで直通する。残り2本は、クンチツェで040号線の快速に接続し、うち1本がトルトノフ方面、もう1本がコリーン方面への接続である。

## 駅一覧
以下では、チェコ国鉄044号線の駅と営業キロ、停車列車、接続路線などを一覧表で示す。なお、全て各駅停車である。
| 路線名 | 駅名                       | 駅間営業キロ | 累計営業キロ | 接続路線 | 所在地                     | 所在地       |
| ------ | -------------------------- | ------------ | ------------ | -------- | -------------------------- | ------------ |
| 044    | クンチツェ・ナド・ラベム駅 | -            | 0.0          | 040号線  | フラデツ・クラーロヴェー州 | トルトノフ郡 |
| 044    | ポドフールジー駅           | 2.3          | 2.3          |          | フラデツ・クラーロヴェー州 | トルトノフ郡 |
| 044    | ヴルフラビー駅             | 2.2          | 4.5          |          | フラデツ・クラーロヴェー州 | トルトノフ郡 |